# Secretario de Estado para las Colonias
El secretario para las Colonias (en inglés: Secretary of State for the Colonies) o secretario colonial (en inglés: Colonial Secretary) era el ministro del Gabinete del Reino Unido responsable de las distintas colonias británicas. El cargo fue creado en 1768 para lidiar con las crecientemente rebeldes colonias en América del Norte. Previamente estas responsabilidades habían recaído sobre el secretario de Estado para el Departamento del Sur, quien estaba a cargo de Inglaterra meridional, Gales, Irlanda, las colonias americanas y las relaciones con los estados católicos de Europa y el Imperio otomano.

## Historia
El cargo se creó por primera vez en 1768 para ocuparse de las cada vez más problemáticas colonias de América del Norte. Anteriormente, los Lores del comercio y las plantaciones y el secretario de Estado del Departamento del Sur tenían responsabilidades coloniales. Este último era responsable del sur de Inglaterra, Gales, Irlanda, las colonias americanas y las relaciones con los Estados católicos y musulmanes de Europa. Estas áreas quedaron bajo el secretario de Estado para las Colonias.
Después de la pérdida de las colonias norteamericanas, tanto el ministerio como el secretario desaparecieron en 1782. Tras ello, los deberes coloniales se integraron en el Ministro del Interior. Tras el Tratado de París de 1783, se estableció una nueva junta, denominada Comisión del Consejo de Comercio y Plantaciones (más tarde conocida como "la Primera Comisión") bajo el mando del primer ministro William Pitt, por orden del Consejo Privado en 1784. En 1801 y 1854 las responsabilidades recayeron en el secretario de Estado para la Guerra y las Colonias.

## Titulares

### Secretarios de Estado para las Colonias (1768-1782)[5]
| Nombre         | Nombre | Imagen                  | Período                 | Período |
| -------------- | ------ | ----------------------- | ----------------------- | ------- |
| Wills Hill     |        | 27 de febrero de 1768   | 27 de agosto de 1772    |         |
| William Legge  |        | 27 de agosto de 1772    | 10 de noviembre de 1775 |         |
| George Germain |        | 10 de noviembre de 1775 | febrero de 1782         |         |
| Welbore Ellis  |        | febrero de 1782         | 8 de marzo de 1782      |         |

### Secretarios de Estado para las Colonias (1854-1966)
| Nombre                                          | Imagen               | Período                 | Período                  | Partido                         | Primer ministro          |
| ----------------------------------------------- | -------------------- | ----------------------- | ------------------------ | ------------------------------- | ------------------------ |
| George Grey                                     |                      | 12 de junio de 1854     | 8 de febrero de 1855     | Whig                            | George Hamilton-Gordon   |
| Sidney Herbert                                  |                      | 8 de febrero de 1855    | 23 de febrero de 1855    | Whig                            | Lord Palmerston          |
| John Russell                                    |                      | 23 de febrero de 1855   | 21 de julio de 1855      | Whig                            | Lord Palmerston          |
| William Molesworth                              |                      | 21 de julio de 1855     | 21 de noviembre de 1855  | Radical                         | Lord Palmerston          |
| Henry Labouchere                                |                      | 21 de noviembre de 1855 | 21 de febrero de 1858    | Whig                            | Lord Palmerston          |
| Edward Stanley                                  |                      | 26 de febrero de 1858   | 5 de junio de 1858       | Partido Conservador             | Edward Smith-Stanley     |
| Edward Bulwer-Lytton                            |                      | 5 de junio de 1858      | 11 de junio de 1859      | Partido Conservador             | Edward Smith-Stanley     |
| Henry Pelham-Clinton                            |                      | 18 de junio de 1859     | 7 de abril de 1864       | Partido Liberal                 | Lord Palmerston          |
| Edward Cardwell                                 |                      | 7 de abril de 1864      | 26 de junio de 1866      | Partido Liberal                 | Lord Palmerston          |
| Edward Cardwell                                 | John Russell         | 7 de abril de 1864      | 26 de junio de 1866      | Partido Liberal                 |                          |
| Henry Herbert                                   |                      | 6 de julio de 1866      | 8 de marzo de 1867       | Partido Conservador             | Edward Smith-Stanley     |
| Richard Temple-Nugent-Brydges-Chandos-Grenville |                      | 8 de marzo de 1867      | 1 de diciembre de 1868   | Partido Conservador             | Edward Smith-Stanley     |
| Richard Temple-Nugent-Brydges-Chandos-Grenville | Benjamin Disraeli    | 8 de marzo de 1867      | 1 de diciembre de 1868   | Partido Conservador             |                          |
| Granville Leveson-Gower                         |                      | 9 de diciembre de 1868  | 6 de julio de 1870       | Partido Liberal                 | William Ewart Gladstone  |
| John Wodehouse                                  |                      | 6 de julio de 1870      | 17 de febrero de 1874    | Partido Liberal                 | William Ewart Gladstone  |
| Henry Herbert                                   |                      | 21 de febrero de 1874   | 4 de febrero de 1878     | Partido Conservador             | Benjamin Disraeli        |
| Michael Hicks Beach                             |                      | 4 de febrero de 1878    | 21 de abril de 1880      | Partido Conservador             | Benjamin Disraeli        |
| John Wodehouse                                  |                      | 21 de abril de 1880     | 16 de diciembre de 1882  | Partido Liberal                 | William Ewart Gladstone  |
| Edward Stanley                                  |                      | 16 de diciembre de 1882 | 9 de junio de 1885       | Partido Liberal                 | William Ewart Gladstone  |
| Frederick Stanley                               |                      | 24 de junio de 1885     | 28 de enero de 1886      | Partido Conservador             | Robert Gascoyne-Cecil    |
| Granville Leveson-Gower                         |                      | 6 de febrero de 1886    | 20 de julio de 1886      | Partido Liberal                 | William Ewart Gladstone  |
| Edward Stanhope                                 |                      | 3 de agosto de 1886     | 14 de enero de 1887      | Partido Conservador             | Robert Gascoyne-Cecil    |
| Henry Holland                                   |                      | 14 de enero de 1887     | 11 de agosto de 1892     | Partido Conservador             | Robert Gascoyne-Cecil    |
| George Robinson                                 |                      | 18 de agosto de 1892    | 21 de junio de 1895      | Partido Liberal                 | William Ewart Gladstone  |
| George Robinson                                 | Archibald Primrose   | 18 de agosto de 1892    | 21 de junio de 1895      | Partido Liberal                 |                          |
| Joseph Chamberlain                              |                      | 29 de junio de 1895     | 16 de septiembre de 1903 | Liberal Unionista               | Robert Gascoyne-Cecil    |
| Joseph Chamberlain                              | Arthur James Balfour | 29 de junio de 1895     | 16 de septiembre de 1903 | Liberal Unionista               |                          |
| Alfred Lyttelton                                |                      | 11 de octubre de 1903   | 4 de diciembre de 1905   | Liberal Unionista               |                          |
| Victor Bruce                                    |                      | 10 de diciembre de 1905 | 12 de abril de 1908      | Partido Liberal                 | Henry Campbell-Bannerman |
| Robert Crewe-Milnes                             |                      | 12 de abril de 1908     | 3 de noviembre de 1910   | Partido Liberal                 | Herbert Henry Asquith    |
| Lewis Harcourt                                  |                      | 3 de noviembre de 1910  | 25 de mayo de 1915       | Partido Liberal                 | Herbert Henry Asquith    |
| Andrew Bonar Law                                |                      | 25 de mayo de 1915      | 10 de diciembre de 1916  | Partido Conservador             | Herbert Henry Asquith    |
| Walter Long                                     |                      | 10 de diciembre de 1916 | 10 de enero de 1919      | Partido Conservador             | David Lloyd George       |
| Alfred Milner                                   |                      | 10 de enero de 1919     | 13 de febrero de 1921    | Partido Liberal                 | David Lloyd George       |
| Winston Churchill                               |                      | 13 de febrero de 1921   | 19 de octubre de 1922    | Partido Liberal                 | David Lloyd George       |
| Victor Cavendish                                |                      | 24 de octubre de 1922   | 22 de enero de 1924      | Partido Liberal                 | Andrew Bonar Law         |
| Victor Cavendish                                | Stanley Baldwin      | 24 de octubre de 1922   | 22 de enero de 1924      | Partido Liberal                 |                          |
| James Henry Thomas                              |                      | 22 de enero de 1924     | 3 de noviembre de 1924   | Partido Laborista               | Ramsay MacDonald         |
| Leo Amery                                       |                      | 6 de noviembre de 1924  | 4 de junio de 1929       | Partido Conservador             | Stanley Baldwin          |
| Sidney Webb                                     |                      | 7 de junio de 1929      | 24 de agosto de 1931     | Partido Laborista               | Ramsay MacDonald         |
| James Henry Thomas                              |                      | 25 de agosto de 1931    | 5 de noviembre de 1931   | Organización Laborista Nacional | Ramsay MacDonald         |
| Philip Cunliffe-Lister                          |                      | 5 de noviembre de 1931  | 7 de junio de 1935       | Partido Conservador             | Ramsay MacDonald         |
| Malcolm MacDonald                               |                      | 7 de junio de 1935      | 22 de noviembre de 1935  | Organización Laborista Nacional | Stanley Baldwin          |
| James Henry Thomas                              |                      | 22 de noviembre de 1935 | 22 de mayo de 1936       | Organización Laborista Nacional | Stanley Baldwin          |
| William Ormsby-Gore                             |                      | 28 de mayo de 1936      | 16 de mayo de 1938       | Partido Conservador             | Stanley Baldwin          |
| William Ormsby-Gore                             | Neville Chamberlain  | 28 de mayo de 1936      | 16 de mayo de 1938       | Partido Conservador             |                          |
| Malcolm MacDonald                               |                      | 16 de mayo de 1938      | 12 de mayo de 1940       | Organización Laborista Nacional |                          |
| George Lloyd                                    |                      | 12 de mayo de 1940      | 4 de febrero de 1941     | Partido Conservador             | Winston Churchill        |
| Walter Guinness                                 |                      | 8 de febrero de 1941    | 22 de febrero de 1942    | Partido Conservador             | Winston Churchill        |
| Robert Gascoyne-Cecil                           |                      | 22 de febrero de 1942   | 22 de noviembre de 1942  | Partido Conservador             | Winston Churchill        |
| Oliver Stanley                                  |                      | 22 de noviembre de 1942 | 26 de julio de 1945      | Partido Conservador             | Winston Churchill        |
| George Hall                                     |                      | 3 de agosto de 1945     | 4 de octubre de 1946     | Partido Laborista               | Clement Attlee           |
| Arthur Creech Jones                             |                      | 4 de octubre de 1946    | 28 de febrero de 1950    | Partido Laborista               | Clement Attlee           |
| Jim Griffiths                                   |                      | 28 de febrero de 1950   | 26 de octubre de 1951    | Partido Laborista               | Clement Attlee           |
| Oliver Lyttelton                                |                      | 28 de octubre de 1951   | 28 de julio de 1954      | Partido Conservador             | Winston Churchill        |
| Alan Lennox-Boyd                                |                      | 28 de julio de 1954     | 14 de octubre de 1959    | Partido Conservador             | Winston Churchill        |
| Alan Lennox-Boyd                                | Anthony Eden         | 28 de julio de 1954     | 14 de octubre de 1959    | Partido Conservador             |                          |
| Alan Lennox-Boyd                                | Harold Macmillan     | 28 de julio de 1954     | 14 de octubre de 1959    | Partido Conservador             |                          |
| Iain Macleod                                    |                      | 14 de octubre de 1959   | 9 de octubre de 1961     | Partido Conservador             |                          |
| Reginald Maudling                               |                      | 9 de octubre de 1961    | 13 de julio de 1962      | Partido Conservador             |                          |
| Duncan Sandys                                   |                      | 13 de julio de 1962     | 16 de octubre de 1964    | Partido Conservador             |                          |
| Duncan Sandys                                   | Alec Douglas-Home    | 13 de julio de 1962     | 16 de octubre de 1964    | Partido Conservador             |                          |
| Tony Greenwood                                  |                      | 18 de octubre de 1964   | 23 de diciembre de 1965  | Partido Laborista               | Harold Wilson            |
| Frank Pakenham                                  |                      | 23 de diciembre de 1965 | 6 de abril de 1966       | Partido Laborista               | Harold Wilson            |
| Frederick Lee                                   |                      | 6 de abril de 1966      | 1 de agosto de 1966      | Partido Laborista               | Harold Wilson            |